# Pierre Peuchmaurd
Pierre Peuchmaurd est un poète français né le 26 juillet 1948 à Paris et mort le 12 avril 2009 à Brive-la-Gaillarde.

## Biographie et œuvre
Né dans le quartier des Batignolles à Paris, il a le privilège de passer son enfance dans un milieu cultivé et une maison remplie de livres, car son père, Jacques Peuchmaurd, est un homme de radio, journaliste littéraire et critique d'art. À la maison passent des écrivains, comme Roland Dubillard, Jean Tardieu, Loys Masson, Jacques Bureau, ou des artistes de cabaret, tels Pia Colombo ou Léo Ferré. Il découvre la poésie très tôt et écrit ses premiers poèmes dès l'âge de treize ans. Il lit d'abord Lorca, Cendrars, puis Nerval, la grammaire de Port-Royal, mais surtout Breton, Kafka, Lewis Carroll, et est profondément marqué par deux textes, Nadja et Les Filles du feu. Il dira plus tard : « Ce n'est pas tout que de pouvoir ouvrir des livres : il faut qu'un livre vous ouvre. »
Très tôt également, il fréquente la librairie d'Éric Losfeld, Le Terrain vague, rue du Cherche-midi et y croise les surréalistes d'alors, dont le mouvement restera toujours une des passions de sa vie, et son « axe moral ». Après ses années de collège au Lycée Montaigne, en 1965, il est exclu du Lycée Louis-le-Grand pour ses activités politiques et doit poursuivre sa classe de terminale à Brive, la ville de ses grands-parents. C'est là qu'il rencontre plusieurs de ses camarades et futurs amis : Yves Nadal, Jean-Paul Chavent, Jean-Paul Michel.
De retour à Paris, il participe aux événements de mai 1968, ce qu'il racontera dans son premier livre, publié la même année chez Robert Laffont : Plus vivants que jamais, sorte de journal des barricades. En février 1970, après un passage dans une émission de télévision, L'avocat du diable, où il s'en prend violemment au chef de l'État, il est contacté par Jean Schuster, qui dirige alors le groupe surréaliste parisien et participe un temps à la revue Coupure.
L'année suivante, il épouse Stephanie Curteis et vit surtout en Espagne, à Cadaques.
En 1972, il participe aux éditions Maintenant, fondées et animées par Radovan Ivsic, avec certains surréalistes, Georges Goldfayn, Annie Le Brun, Gérard Legrand et Toyen, inaugurant une période d'intense activité poétique et collective. Le nom « Maintenant » fait évidemment référence à Arthur Cravan et au souci d'opposer à la vogue de tous les « ailleurs et demain » l'ici et maintenant du désir, l'immanence des espoirs révolutionnaires. À partir de ces années, il écrit et publie un nombre considérable de livres et plaquettes de poésie.
En 1976, il rencontre Anne Marbrun, qu'il épouse ensuite, avant d'aller s'installer en Corrèze, où il crée un nouveau collectif, les éditions Toril, avec Dominique Autié, Yves Nadal, Jean-Paul Chavent, Anne Marbrun.
En 1984, il déménage à Brive et continue à travailler pour l'édition et la radio. D’autres amitiés, d’autres collaborations jalonneront dès lors son parcours : celle des poètes, Jacques Abeille, Jimmy Gladiator, Esther Moïsa, Alice Massénat ; celle des peintres également tels Robert Lagarde, Jorge Camacho, Jean Terrossian, Florent Chopin, celle des revuistes ou éditeurs qui travaillent ou travailleront dans une certaine communauté de vue et pour qui, souvent, la référence au surréalisme est essentielle :  Jacques Josse, Véronique Loret, Benoît Chaput, Éric Benveniste. On ne peut citer tous les amis qui furent les siens car s’il s’est toujours soigneusement tenu à l’écart des milieux littéraires, il cultiva grandement et abondamment l’art de l’amitié. Il participe à de nombreuses revues et collectifs post-surréalistes : Le Mélog, La Crécelle noire, Le désir libertaire, Camouflage, Intersigne, Hourglass, Ojo de Aguijon, Le Château-Lyre, La Dame ovale, Hôtel Ouistiti, M25, etc. En 1988, il consacre un ouvrage de la collection Poètes d'aujourd'hui
à Maurice Blanchard, dont il publie également le journal chez L'Éther Vague/Patrice Thierry éditeur. L'année suivante il rencontre Anne-Marie Beeckman, également poète, qui deviendra sa nouvelle compagne.
En 1990, il crée les éditions Myrddin où il publiera, entre beaucoup d’autres, Louis-François Delisse, Jacques Izoard, Eugène Savitzkaya, Mathieu Messagier, Michel Valprémy, Guy Cabanel, Jean-Yves Bériou, Christine Delcourt, Antonio Gamoneda, Alice Massénat, Laurent Albarracin. Les plaquettes ou les livres sont réalisés avec peu de moyens financiers et connaissent une diffusion forcément restreinte. Elles sont quelquefois illustrées par des peintres, comme Jean-Pierre Paraggio, Georges-Henri Morin, Hervé Simon. De 1994 à 1998, un autre collectif, dont la référence principale demeure le surréalisme, voit le jour, autour de la revue Le Cerceau, avec Anne-Marie-Beeckman, Nicole Espagnol, Alain Joubert, François Leperlier, François-René Simon. D’autres revues, Le Grand I vert, Les Cahiers de l'umbo, Le Bathyscaphe, accueillent ses contributions régulières. 
Atteint d’un cancer du poumon, il meurt à Brive le 12 avril 2009.
À l'écart des modes et du monde tel qu'il semble nous être imposé, c'est avec une ironie cinglante qu'il promène sur son époque un regard ancré dans une distance salutaire, loin des ambitions et postures d'écrivain : « Écrivain. Est-ce qu’ils se rendent compte de ce que ce mot dit ? », ajoutant : « On écrit comme on respire, c’est-à-dire comme on étouffe. » N'étant que d'un seul parti, celui de la vie, méprisant la vanité du monde et de l'actualité littéraire, se tenant « à distance » de l'esthétisme des belles lettres, il lance ailleurs : « délivrez-nous, délivrez-nous de la littérature ! Délivrons-nous. »
Pour lui, ainsi qu'il le confie dans un entretien de 2004 avec Marc Blanchet, 
« la poésie - ou plutôt le poème - ne doit rien au rêve. À la rêverie, peut-être, et alors à la divagation, si vous voulez. En vérité, je ne crois pas qu'elle se fasse ailleurs que sur les lèvres, dans la voix, au hasard de sa venue qui, chez moi, se produit presque toujours en marchant et à l'aperçu, à l'entrevu de quelque chose. De quelque chose de réel. La "nature" qui se dit alors est évidemment le territoire réel - souvent le plus familier, quelquefois celui du voyage - tel qu'il se révèle à lui-même et à vous dans cette entrevision. Il y a un autre monde, vous savez : il est ici et ne demande qu'à apparaître. Qu'on appelle cela "surréalité" ou "plus de conscience", c'est toujours de l'immanence cachée, mais clignotante, scintillante, qui fait signe et qui se dévoile quand elle veut et... quand vous pouvez. Bien sûr que cela a souvent figure onirique. Vous avez vu la gueule du peu de réalité ? »
Dans sa lecture de la poésie de Pierre Peuchmaurd, Laurent Albarracin dégage plusieurs axes ou thèmes majeurs : l'amour, le désir, l'étonnement, le rêve, le lyrisme, les images, les animaux (le bestiaire de Peuchmaurd est conséquent), les fleurs, les couleurs, le merveilleux et la mélancolie, l'évidence et le vide. Selon lui, il s'agit d'une poésie qui se confond intimement avec la vie, comme un « chant de l'être », miroir vivant du réel, qui fait voir la simplicité des choses dans leur surgissement même, une « expérience de l'émotion du monde » : la poésie de Pierre Peuchmaurd appelle à regarder et sentir profondément le monde, s'en étonner, elle « ne vise ni l'indifférence, ni la sagesse, ni le bonheur. Elle ne vise que le monde tel qu'il est, étrange et naturel, effrayant et merveilleux. »
Selon Alain Roussel, « rares sont les poètes qui ont été habités par la poésie comme le fut Pierre Peuchmaurd. Il l’avait dans le sang et à fleur de nerf. [...] Dans son écriture, le monde s’éveille à chaque instant à la fraîcheur de la vie, engendrant tous les possibles, et jouant, tel un éternel enfant : c’est sans doute cela le secret de la jeunesse des écrits de Pierre Peuchmaurd dont nous sommes quelques-uns à penser qu’il est un grand poète, encore trop méconnu. »
Dans un poème qui lui est dédié, son ami Alain Joubert rend compte de la célébration de « la vraie vie » que constitue la poésie de Pierre Peuchmaurd : « Et si les églises vides baignent dans l'obscurité / C'est parce que Dieu y brille par son absence / Demeure l'essentiel / le vrai ciel la vraie vie / L'heure exquise efface le bruit des cloches / La poésie ouvre toutes les portes / Ascenseur pour le dernier étage / Là où l'air et la terre / Cessent d'être perçus contradictoirement / Face au soleil de l'éternité. »

## Œuvres

### Livres et plaquettes
- Plus vivants que jamais, Paris, Robert Laffont, 1968 ;

réédition sous le titre Plus vivants que jamais. Journal des barricades, préface de Joël Gayraud, Paris, Libertalia, 2018.
- L'Embellie roturière, Paris, Éditions Maintenant, 1972.
- L'Entretien des haies, Paris, Éditions Maintenant, 1973.
- L'Oiseau nul, illustré par Raymond Monneins, Paris, Commune mesure, 1974.
- Quand le surréalisme eut cinquante ans (collectif), avec Georges Goldfayn, Radovan Ivšić, Annie Le Brun, Gérard Legrand, Toyen, Paris, Éditions Maintenant, 1974.
- Les Mains au dos, Paris, Collection 13, 1975.
- L'Herbe du préau, illustré par Stephanie Curteis, Paris, Commune mesure, 1975.
- L'Hiver dernier, illustré par Stephanie Curteis, Paris, Commune mesure, 1975.
- De l'amour, Paris, Toril, 1976.
- Madame, illustré par Lise Le Cœur, Paris, Commune mesure, 1976.
- La Transparente, Paris, Commune mesure, 1977.
- Journal, Paris, Toril, 1977.
- La Tour des chambres, illustré par Yves Nadal, Bordeaux, Toril, 1978.
- Fatigues, illustré par Jacques Abeille, Paris, Le Melog, 1978.
- Le Guide blanc, Paris, Collection Inactualité de l'orage, 1980.
- Nue, Bordeaux, Bibliothèque de l'amateur, 1980.
- Il y a noir, illustré par Dominique Lambert, Périgueux, Périscope, 1981.
- L'Herbe verte, illustré par Jacques Abeille, Bordeaux, Le Castor astral / Même et Autre, 1981.
- Objets d'art, six effrois, Paris, Collection Inactualité de l'orage, 1982.
- Poèmes du Mélange, Toulouse, Privat, 1982.
- Fragments du Feu, illustré par Marcel Lecourt, Paris, Camouflage, 1983.
- Les Sept Plaisirs capitaux, Paris, Arabie-sur-Seine, 1984.
- L'Oiseau nul, Paris, Seghers, 1984.
- Les Événements arrivent, Chaillé-sous-les-Ormeaux, Le dé bleu, 1984.
- Quoi qu'il arrive, illustré par Veronike Keczkowska, Brive, Ironie Shakespeare Éditeur,  1984.
- D'avril, illustré par Yves Nadal, Lille, L'Allée simple, 1985.
- Le Bel Endroit, présentation par Jean-Paul Chavent, couverture illustrée par Jean-Claude Bostvironnois, Chaillé-sous-les-Ormeaux, Le dé bleu, 1987.
- Anthologie raisonnée, établie et présentée par Jimmy Gladiator, Houilles, Camouflage, 1987.
- Maurice Blanchard, Paris, Seghers, coll. « Poètes d'aujourd'hui », 1988 ; rééd. Nérac, Pierre Mainard, 2019.
- Éléments d'éléments, couverture illustrée par Alice Massénat, Houilles, Camouflage, 1988.
- Courtoisies, présentation par François Leperlier, Engomer, Encres vives, 1988.
- Cette poussière, Brive, Myrddin, 1990.
- Le Crabe violoniste, illustré par Jorge Camacho, Paris, Pierre Bordas et Fils, 1991.
- Boulevard des Invalides, Brive, Myrddin, 1992.
- Flaques floques, Montpellier, Éditions Haldernablou, 1992.
- Ce que je fais parfois, présentation par Marie-Odile Gain d'Enquin, Lompret, Éditions du Rewidiage, 1992.
- Les Bannières blanches, illustré par Robert Lagarde,  Fontfroide-le-Haut, Fata Morgana, 1992.
- Le Diable, illustré par Jorge Camacho, présentation d'Alain Joubert, Paris, L'embellie roturière, 1993.
- Le Secret de ma jeunesse, Montpellier, Éditions Haldernablou, 1993.
- Arthur ou le système de l'ours, illustré par Robert Lagarde, Toulouse, L'Éther vague / Patrice Thierry, 1994.
- L'Océan du lavoir et même la rouille est bleue, Brive, Myrddin, 1994.
- Trente-six strophes de l'année, Wigwam, Liscorno-Lannebert, 1995.
- Nuits de nacre, sur des photographies de Patrick Fabre, Martel, Éditions du Laquet, 1995.
- Mille oiseaux la poussière, Paris, La maison de verre, 1995.
- Parfaits Dommages, avec cinq photographies de Nicole Espagnol, Montréal, L'Oie de Cravan, 1996.
- L'Horreur du miel, illustré par Jean-Pierre Paraggio, Brive, Myrddin, 1996.
- Val-Noir Marie-Ange, précédé de Quarante anges, illustré par Jean-Pierre Paraggio, Paris, Collection de l'umbo, 1996.
- Genèse, Liège, Poème du jour / Atelier de l'Agneau, 1996.
- Lisière lumineuse des années, Brive, L'Air de l'eau, 1997.
- Quatrains des deux, Toulouse, Collection Risques et périls, 1997 - hors commerce.
- Pour solde de tout rêve, illustré par Hervé Simon, Liège, Atelier de l'Agneau, 1998.
- À l'usage de Delphine, Fatigues, I, illustré par Jean Terrossian, Montréal, L'Oie de Cravan, 1999.
- L'Ange cannibale, illustré par Jean-Pierre Paraggio, Paris, Collection de l'umbo, 1999.
- Le Loir atlantique, illustré par Florent Chopin, Saussines, Cadex, 1999.
- Courtoisies, Brive, La Morale merveilleuse, 1999.
- Émail du monde, Liège, Atelier de l'Agneau, 2000.
- Histoire du Moyen Âge, illustré par Françoise Staar, Saint-Martin-de-Lansuscle, Haldernablou, 2000.
- Encyclopédie cyclothymique, illustré par Jean-Pierre Paraggio, Saussines, Cadex, 2000.
- Le Soir, je vais aux eaux, choix de poèmes, couverture illustrée par Antoine Peuchmaurd, Toulouse, Panorama, 2001 - hors commerce.
- La Voie Valentine, illustré par Pierre Rojanski, Cazillac, Myrddin, 2001.
- Bûcher de Scève, Bordeaux, L'Escampette, 2002.
- Ta vie, illustré et réalisé par Hervé Simon, Brive, 2002 - hors commerce.
- L'Immaculée Déception, Fatigues II, illustré par Jean Terrossian, Liège, Atelier de l'Agneau, 2002.
- Quatre combats, sur des dessins de Jean-Pierre Paraggio, Annemasse, Collection de l'umbo, 2003.
- L'Œil tourné, illustré par Hervé Simon, Saussines, Cadex, 2003.
- Colibris et princesses, Chauvigny, L'Escampette, 2004.
- Cheval sous le talus des morts, illustré par Jean-Pierre Paraggio, Paris, Les Loups sont fâchés, 2004.
- Une Tente de feu que le vent tord, sur des dessins de Jean-Pierre Paraggio, Annemasse, Collection de l'umbo, 2004.
- L'Année dernière à Cazillac, Brive, Myrddin, 2004.
- Carbonifère, illustré et réalisé par Hervé Simon, Brive, 2004 - hors commerce.
- La Buse Ophélie, Annemasse, Collection de l'umbo, 2004.
- Au chien sédentaire, Bordeaux, Pierre Mainard, 2004.
- Traité des loups, illustré par Roland Sig, Paris, Les Loups sont fâchés, 2005.
- Balansoir, sur une photographie d'Antoine Peuchmaurd, Brive, Myrddin, 2005.
- Le Tigre et la chose signifiée, Chauvigny, L'Escampette, 2006.
- Quatre mélancolies, sur des dessins de Jean-Pierre Paraggio, Annemasse, Collection de l'umbo, 2006.
- La Rousse, Nérac, Pierre Mainard, 2006.
- Le Moineau par les cornes, illustré par Jean Terrossian, Nérac, Pierre Mainard, 2007.
- Scintillants squelettes de rosée, couverture illustrée par Antoine Peuchmaurd, Saint-Ouen, Simili Sky, 2007.
- Parfaits Dommages et autres achèvements, avec dix photographies de Nicole Espagnol, Montréal, L'Oie de Cravan, 2007.
- Fragments de cerf, illustré par Jean-Pierre Paraggio, Annemasse, Collection de l'umbo, 2007.
- Alices, illustré par Georges-Henri Morin, Lyon, Les éditions de surcroît, 2008.
- La Nature chez elle, sur des images de Jean-Pierre Paraggio, Annemasse, Collection de l'umbo, 2008.
- Rouge, c'est-à-dire rouge, Paris, Les Loups sont fâchés, 2009.
- Le Papier, Saint-Clément, Le Cadran ligné, 2009.
- Le Pied à l'encrier, Paris, Les Loups sont fâchés, 2009.
- Histoire du Moyen Âge, illustré par Georges-Henri Morin, Lyon, Les éditions de surcroît, 2009.
- Le Bureau des épaves, Nérac, Pierre Mainard, 2010.
- L'Ivre mort de lierre, Nérac, Pierre Mainard, 2010.
- Issa : J'ai soixante ans, je n'ai pas dansé une seule nuit, translation de Pierre Peuchmaurd, La Morale Merveilleuse, 2010 - hors commerce.
- L'Année dernière à Cazillac / Last Year in Cazillac traduit en anglais par Benoît Chaput, Montréal, L'Oie de Cravan, collection « Le fer & sa rouille », 2010.
- Pierre Peuchmaurd, anthologie présentée par Laurent Albarracin, Montreuil sur Brêche, Les éditions des Vanneaux, 2010.
- Loin de Lisbonne, illustré par Georges-Henri Morin, Annemasse, Collection de l'Umbo, 2013.
- Chansons, illustré par Véronique Gentil, La Morale Merveilleuse, 2013 - hors commerce.
- Vent des lanternes, Haïku, Nérac, Pierre Mainard, 2014
- Fatigues, aphorismes complets (rassemble A l'usage de Delphine, 1999 ; L'Immaculée déception, 2002 ; Le Moineau par les cornes, 2007 et un inédit La Position du pissenlit), illustré par Jean Terrossian, Montréal, L'Oie de Cravan, 2014.
- Giroflées, frontispice de Jean-Pierre Paraggio, Nérac, Pierre Mainard, 2017.
- Les Cordes de patience, Montréal, L'Oie de Cravan, 2019.
- Le Secret de ma jeunesse suivi de Les Jours de rangement, frontiscipe de Jean-Pierre Paraggio, Nérac, Pierre Mainard, 2019.
- (en) The Nothing Bird. Selected Poems of Pierre Peuchmaurd, trad. en anglais par E. C. Belli, Oberlin College Press, 2013.